# Mathématiques japonaises
Les mathématiques japonaises (和算, wasan) concernent les méthodes et résultats mathématiques développés au Japon durant l’époque d'Edo (1603-1867). Le terme Wasan, de Wa signifiant « Japon » et San « mathématiques », est un néologisme créé dans les années 1870 par opposition au terme yosan désignant les théories occidentales.
Dans l’histoire des mathématiques, le développement des wasan n'entre pas dans le développement des théories occidentales et propose des solutions alternatives. Mais les wasan ne sont progressivement plus utilisées au début de l’ère Meiji (1868–1912) avec l’ouverture du Japon à la culture occidentale et l’adoption par les mathématiciens japonais des mathématiques occidentales.

## Histoire
Cette approche des mathématiques a évolué durant une période où le Japon était coupé de l’influence européenne. Mōri Kambei est le premier mathématicien japonais connu. Il est professeur de mathématiques et compte parmi ses élèves Yoshida Mitsuyoshi, Imamura Chisho et Takahara Kisshu. Ces trois personnages seront identifiés plus tard comme les trois arithméticiens.

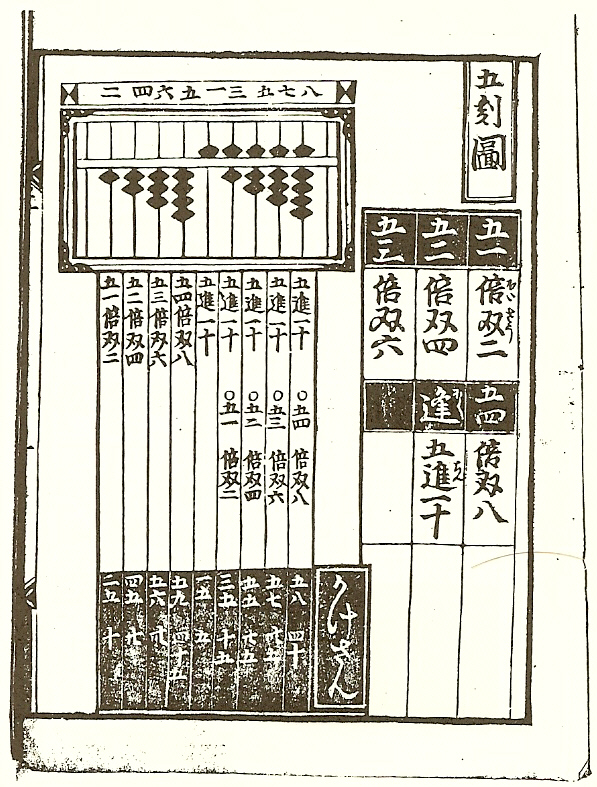
Le soroban dans Jinkoki de Yoshida Kōyū (1641).

Yoshida est l’auteur du plus ancien texte mathématique japonais qui nous soit parvenu. Cette œuvre de 1627 s'appelle Jinkoki et traite de l’arithmétique soroban.
Seki Kōwa (1642-1708) développe le calcul différentiel à la même époque que les Européens et invente vers 1680 la méthode d'accélération de convergence appelée Delta-2 et attribuée à Alexander Aitken qui l'a redécouverte en 1926 et popularisée.

## Mathématiciens notables
- Mōri Kambei (début du XVIIe siècle), développe des méthodes arithmétiques pour l'emploi du soroban (boulier japonais)
- Yoshida Mitsuyoshi (1598–1672)
- Seki Takakazu (1642–1708), principe du cercle (enri), qui représente une forme brute de calcul intégral
- Takebe Kenkō (1664–1739)
- Matsunaga Ryohitsu (fl. 1718-1749)[8]
- Kurushima Kinai (d. 1757)
- Arima Raido (1714–1783)[9]
- Ajima Naonobu (1739–1783)
- Fujita Sadasuke (1734-1807)
- Aida Yasuaki (1747–1817)
- Sakabe Kōhan (1759–1824)
- Hasegawa Ken (c. 1783-1838)[9]
- Wada Nei (1787–1840)
- Shiraishi Nagatada (1796–1862)[10]
- Koide Chōjūrō (1797–1865)[9]
- Omura Isshu (1824–1871)[9]